# NGC 2762
NGC 2762 is een spiraalvormig sterrenstelsel in het sterrenbeeld Grote Beer. Het hemelobject werd op 26 februari 1851 ontdekt door de Ierse astronoom William Parsons.

## Synoniemen
- MCG 8-17-45
- ZWG 264.72
- PGC 25828